# Котланичко језеро
Котланичко језеро је природно језеро на планини Зеленгора, у Националном парку Сутјеска, Република Српска, БиХ. Налази се на надморској висини од 1.528 метара. Дужина језера је око 480 метара, а ширина око 200 метара. Максимална дубина језера достиже око 10 метара. Налази се у склопу националног парка Сутјеска. Окружено је врховима: Думош (1.882 m), Прутача (1.817 m), Клек (1.899 m) и Зимовница (1.742 m).

## Екосистем
Језеро је богато рибом, језерском златовчицом, а у њему живи и ендемски водоземац — тритон.